# Ernst Linder
Ernst Linder, finski general, * 1868, † 1943.